# Argogorytes fargeii
Argogorytes fargeii är en stekelart som först beskrevs av William Edward Shuckard 1837.  Argogorytes fargeii ingår i släktet Argogorytes, och familjen Crabronidae. Arten är reproducerande i Sverige.